# ساوت‌گیت، لندن
longitudeساوت‌گیت، لندنlatitudeساوت‌گیت، لندن
ساوت‌گیت، لندن (به انگلیسی: Southgate, London) یک منطقهٔ مسکونی در انگلستان است که در لندن واقع شده‌است.